# Альфонс Мілн-Едвардс
Альфо́нс Мілн-Е́двардс (13 жовтня 1835, Париж — 21 квітня 1900, Париж) — французький зоолог, палеонтолог і орнітолог. Син Анрі Мілн-Едвардса, теж французького зоолога. З 1876 професор у Парижі, з 1891 директор Природознавчого музею в Парижі. Багато подорожував для дослідницьких цілей, вивчав птахів, ссавців і ракоподібних. Альфонс Мілн-Едвардс був командором Почесного легіону. На честь вченого названі Lepilemur edwardsi, Notiomys edwardsii, Malacomys edwardsi, Leopoldamys edwardsi, Propithecus edwardsi.

## Описані види
- Cricetulus longicaudatus Мілн-Едвардс, 1867

## Вибрані праці
- 1867 & 1872 — Recherches Anatomiques et Paleontologiques pour servir a l'Histoire des Oiseaux Fossiles de la France.
- 1866–1874 — Recherches sur la Faune ornithologique etiente des iles Mascareignes et de Madagascar.
- 1868–1874 — Recherches pour servir à l'histoire naturelle des mammifères.